# Cimetière municipal de Vladimir
Le vieux cimetière municipal (Старое городское кладбище), ou cimetière du Prince-Vladimir (Князь-Владимирское кладбище), ou cimetière Saint-Vladimir, est le plus ancien des cimetières en activité de la ville de Vladimir en Russie ; il doit son nom à saint Vladimir et se trouve grande rue de Nijni Novgorod.

## Histoire

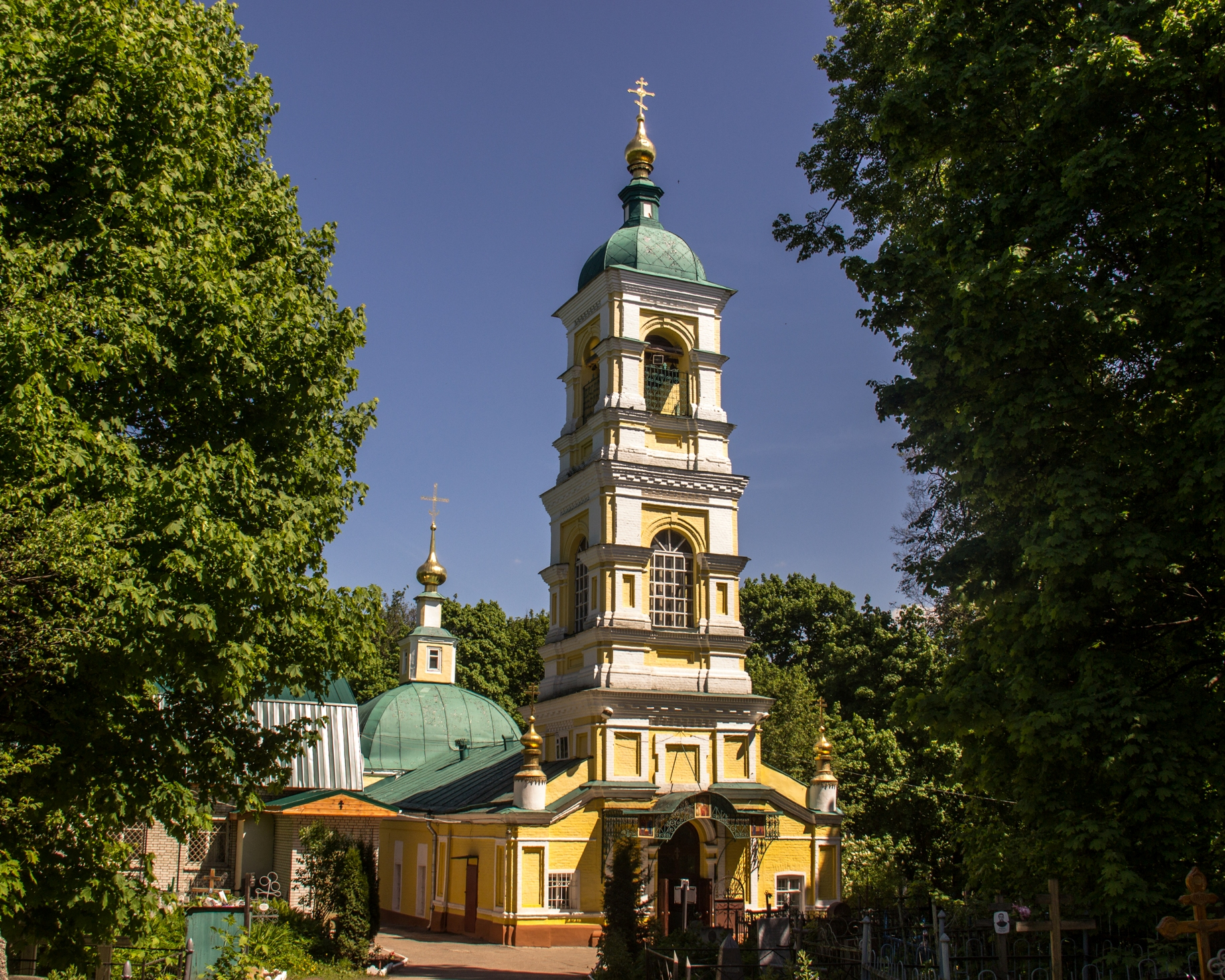
Église Saint-Vladimir.

Ce cimetière a été ouvert après la grande épidémie de peste de 1774 à l'avant-poste de Nijni Novgorod. On y a construit en 1783 une église dédiée à saint Vladimir, la seule aujourd'hui de la ville de style classiciste et la seule de la ville qui n'ait pas été fermée entre 1939 et 1943.
Les inhumations cessent à partir de 1966 et ont lieu au cimetière d'Oulybychevo qui est le plus grand de la ville et de l'oblast actuellement.
On y érige en 1975 un monument commémoratif en l'honneur des soldats tombés pendant la Grande guerre patriotique (1941-1945) au combat ou des suites de leurs blessures dans les hôpitaux de Vladimir. Il est conçu par Piotr Dick, Viktor Dynnikov et les architectes Novikov et Rejep.

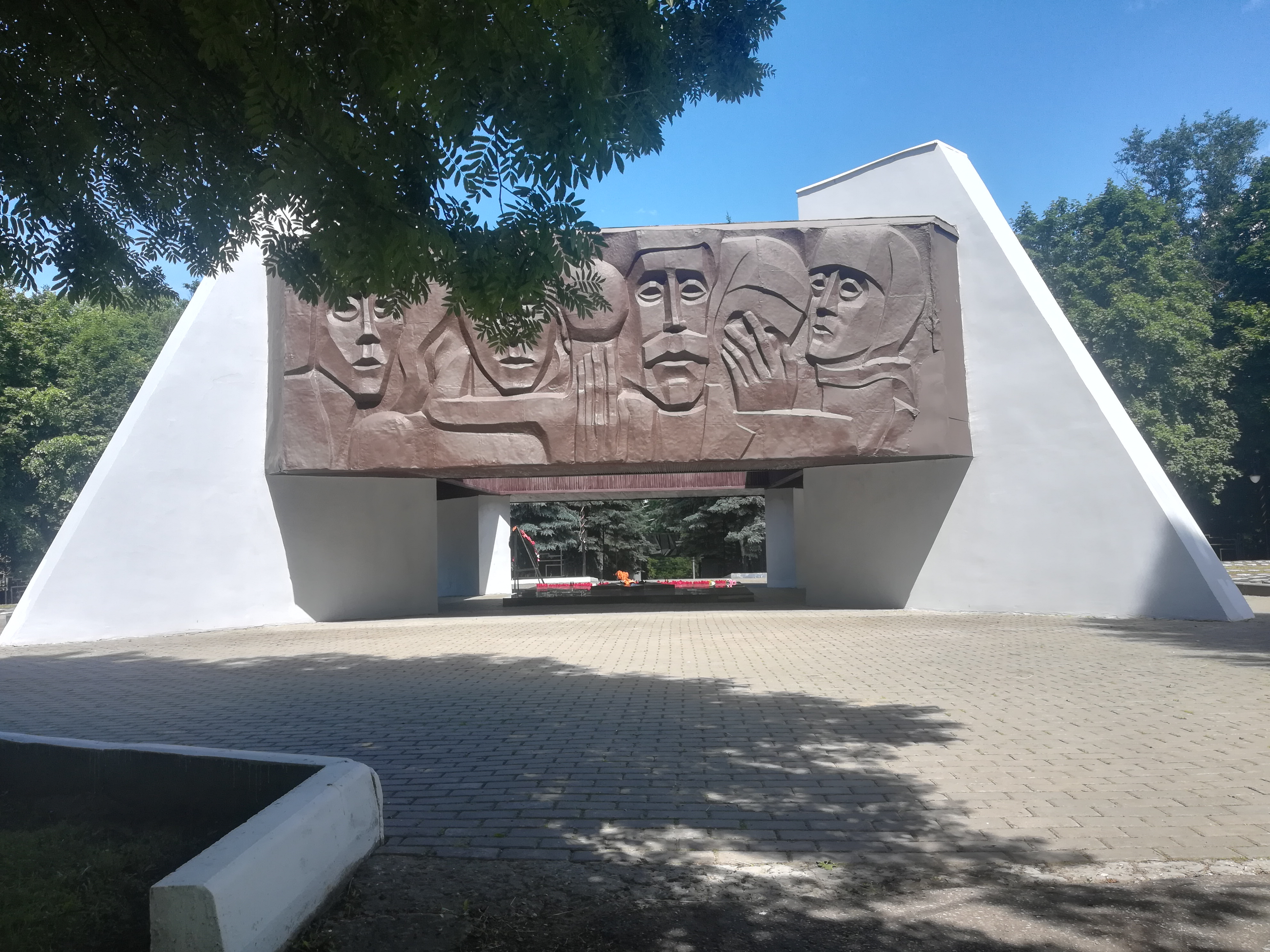
Monument aux morts de la Grande Guerre patriotique.

Des prisonniers de la prison centrale de Vladimir y furent enterrés dans des fosses communes dont la plupart furent victimes de la répression stalinienne, comme le prince Piotr Dolgoroukov (mort en 1951) auquel une petite plaque sur une pierre rend hommage depuis 2012, ainsi qu'aux victimes de la « répression politique ».
Depuis décembre 2010, le cimetière du Prince-Vladimir est placé sous la protection de l'État en tant que « site du patrimoine culturel ».

## Personnalités
- Bienheureux Clément Cheptitsky (1869-1951), archimandrite gréco-catholique, victime de la répression stalinienne (plaque mémorielle)
- Fiodor Chevtchouk (1918-1964), héros de l'Union soviétique
- Vassili Dobronravov (1861-1919), historien
- Prince Piotr Dolgoroukov (1866-1951), cofondateur du Parti constitutionnel démocratique (KD), victime de la répression stalinienne
- Vassili Eltsinski (1832-1895), docteur en médecine, auteur de publications médicales sur la syphilis, l'anthrax, etc.
- Jan Stanisław Jankowski (1882-1953), politicien polonais, victime de la répression stalinienne
- Ewald von Kleist (1881-1954), maréchal (feldmarschal), commandant du premier groupe blindé de la Wehrmacht, groupe d'armée «A»
- Général Johan Laidoner (1884-1953), commandant en chef des forces armées d'Estonie
- Elikonida Mirskaïa, actrice
- Vakkh Mouravkine (1830-1901), marchand, citoyen d'honneur de Vladimir, bienfaiteur de la ville
- Garéguine Njdeh (1886-1955), révolutionnaire arménien, sa dépouille a été transférée ensuite en Arménie[3]
- Général Dmitri Pogodine (1907-1943), héros de l'Union soviétique
- Mgr Mečislovas Reinys (1884-1953), évêque catholique lituanien, victime de la persécution des chrétiens en URSS
- Mikhaïl Soloviov (1901-1959), chanteur lyrique, soliste du théâtre Bolchoï
- Vladimir Sorokine (1897-1961), acteur de théâtre[4]
- Alexandre Stoletov (1839-1896), physicien, professeur de l'Université de Moscou
- Général Dmitri Stoletov, général-major
- Général Nikolaï Stoletov (1831-1912), général d'infanterie, géographe, acteur du Grand Jeu
- Maria Vorochilova, mère du maréchal Vorochilov[5]

## Photographies

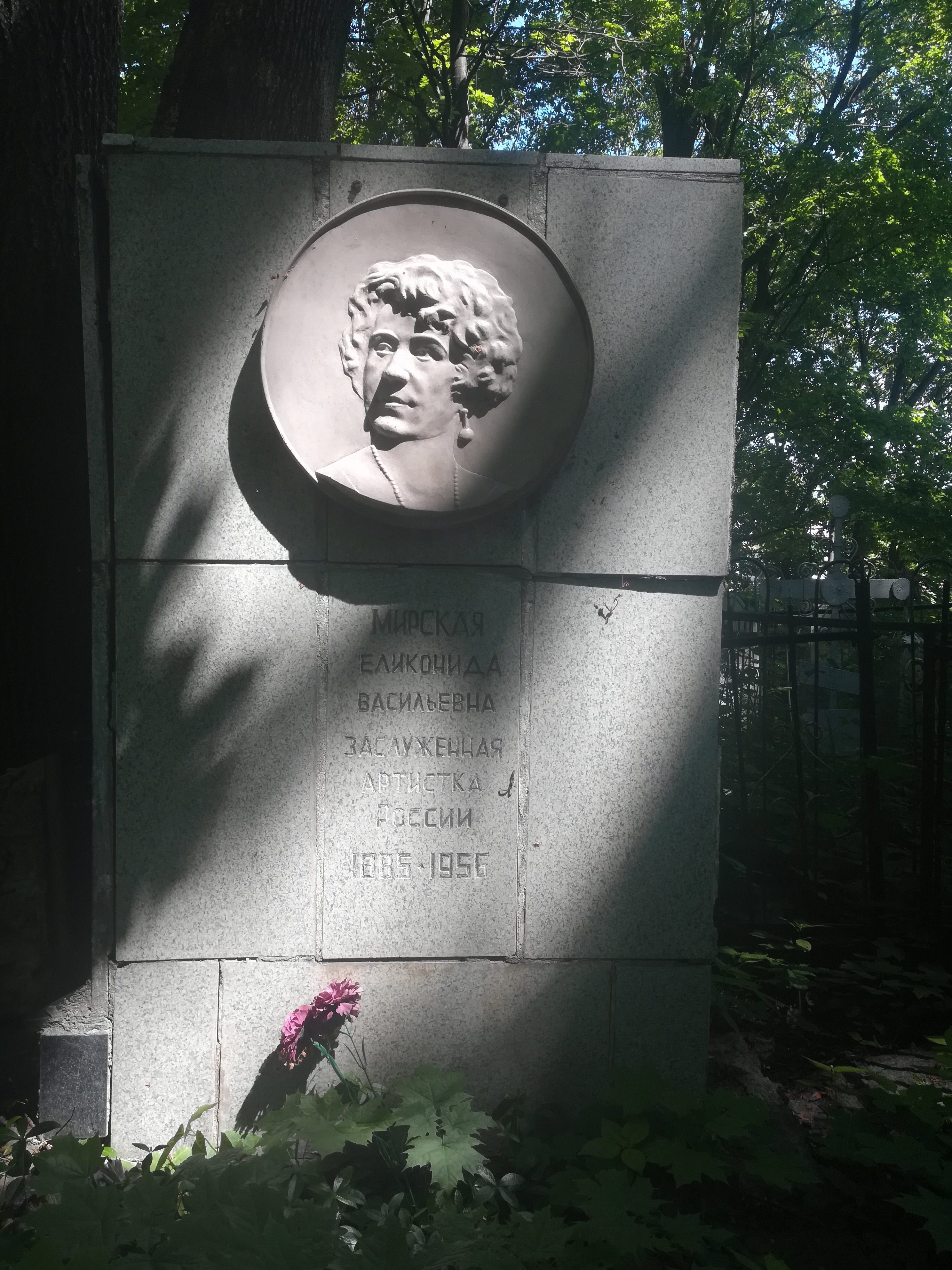
Tombe de l'actrice E. Mirskaïa
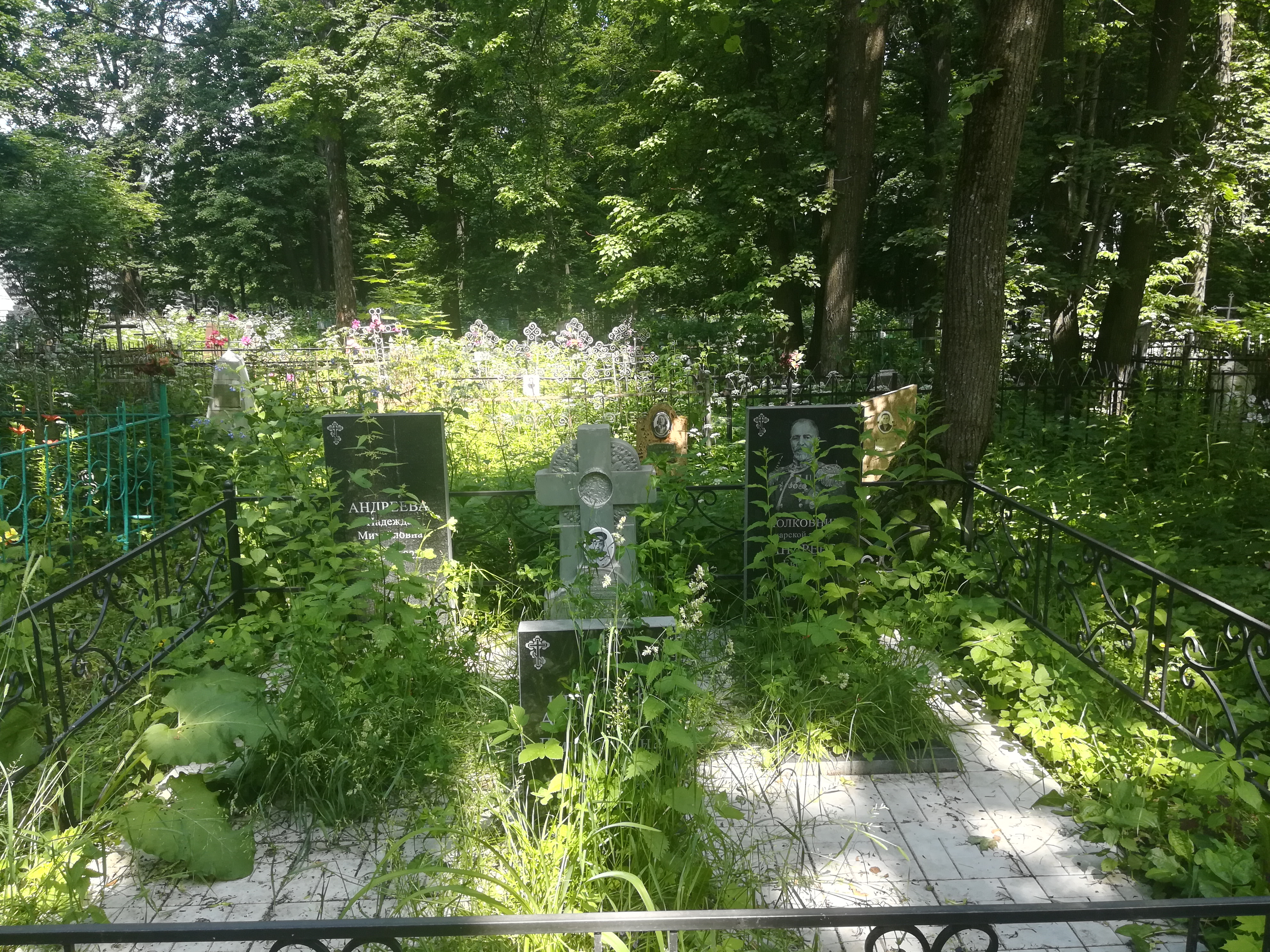
Sépulture familiale des Andreïev
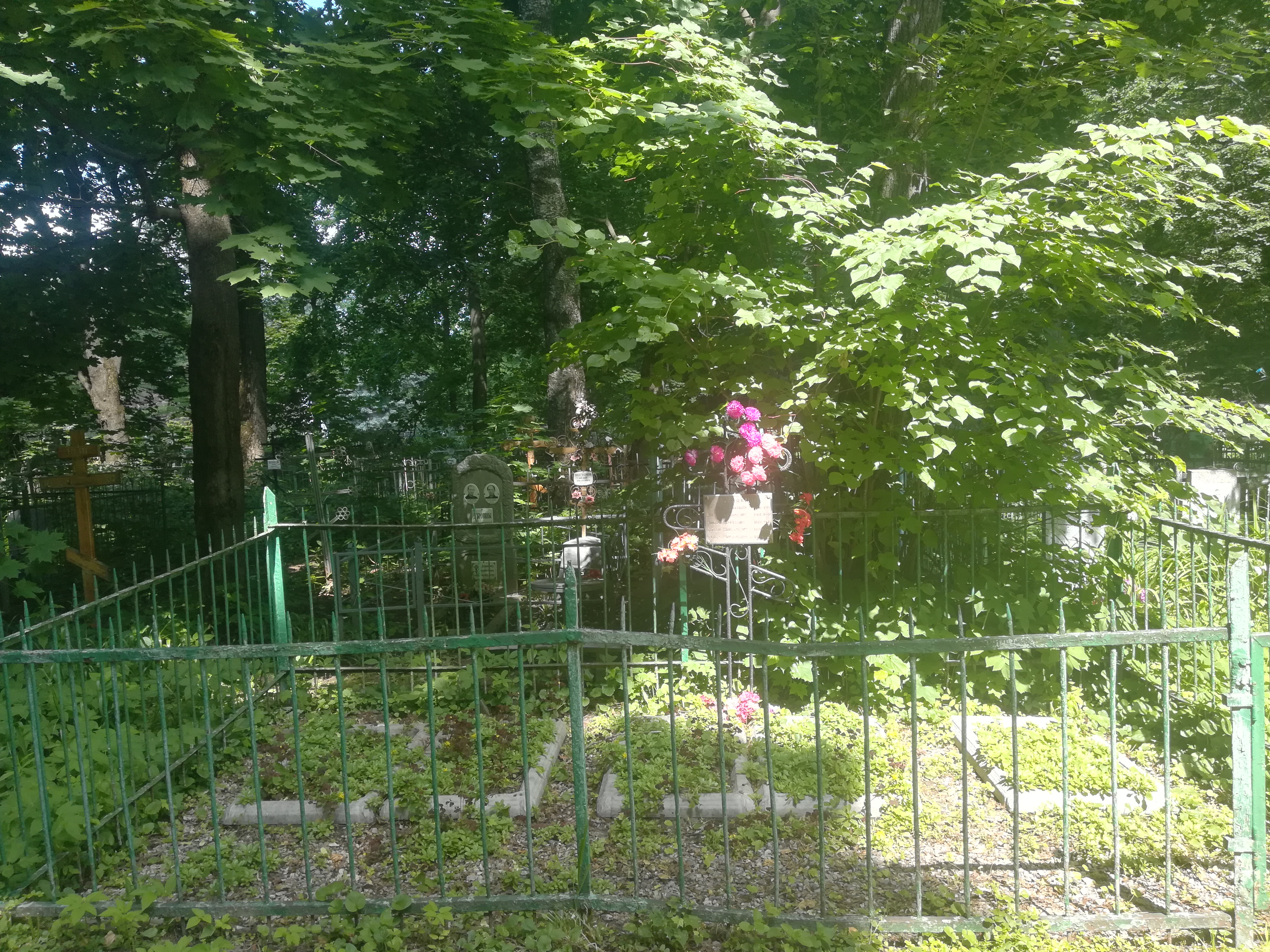
Sépulture familiale des Mouravkine
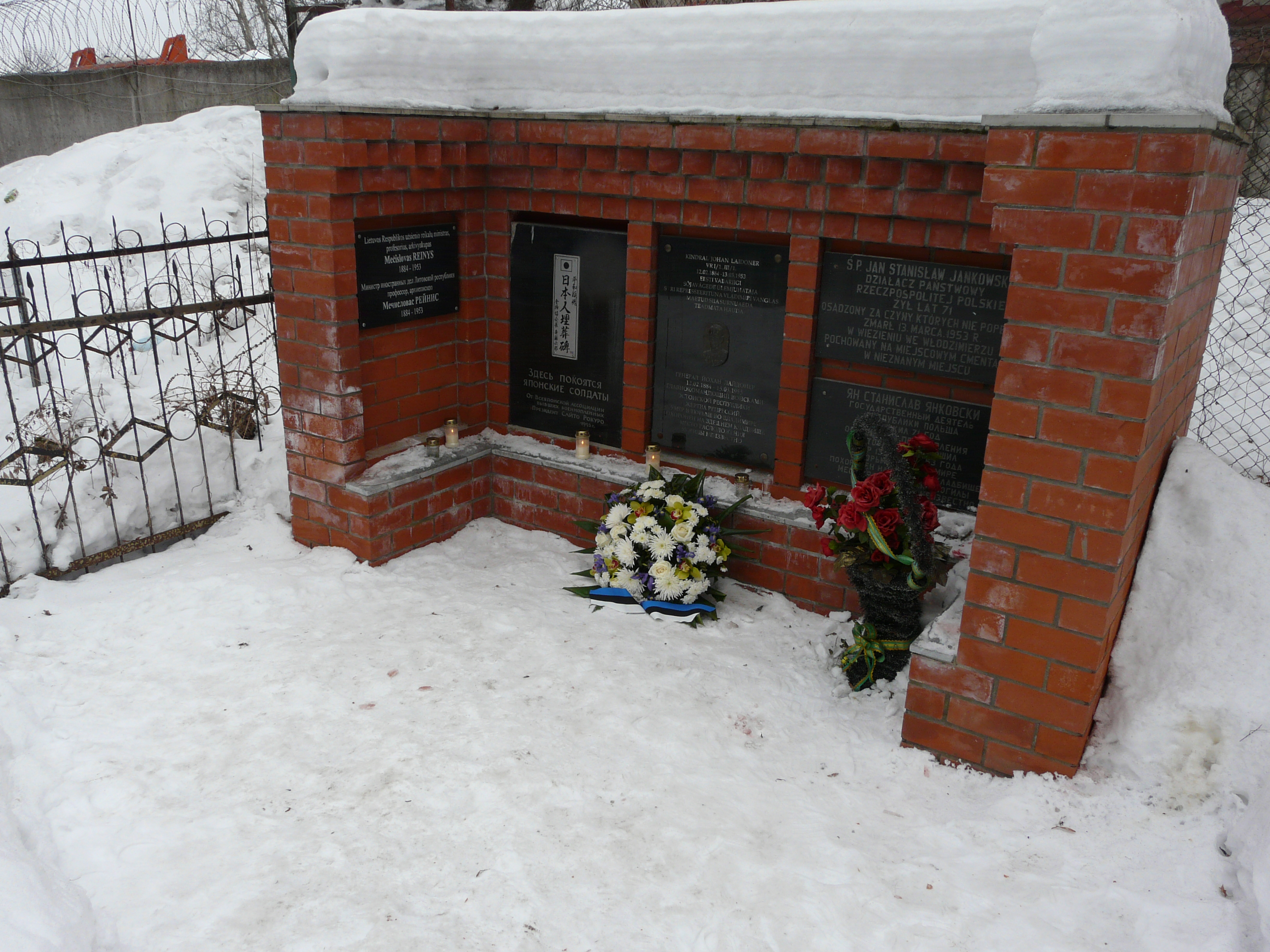
Mémorial du général Laidoner, de Mgr Reinys, de Jankowski et de soldats prisonniers japonais
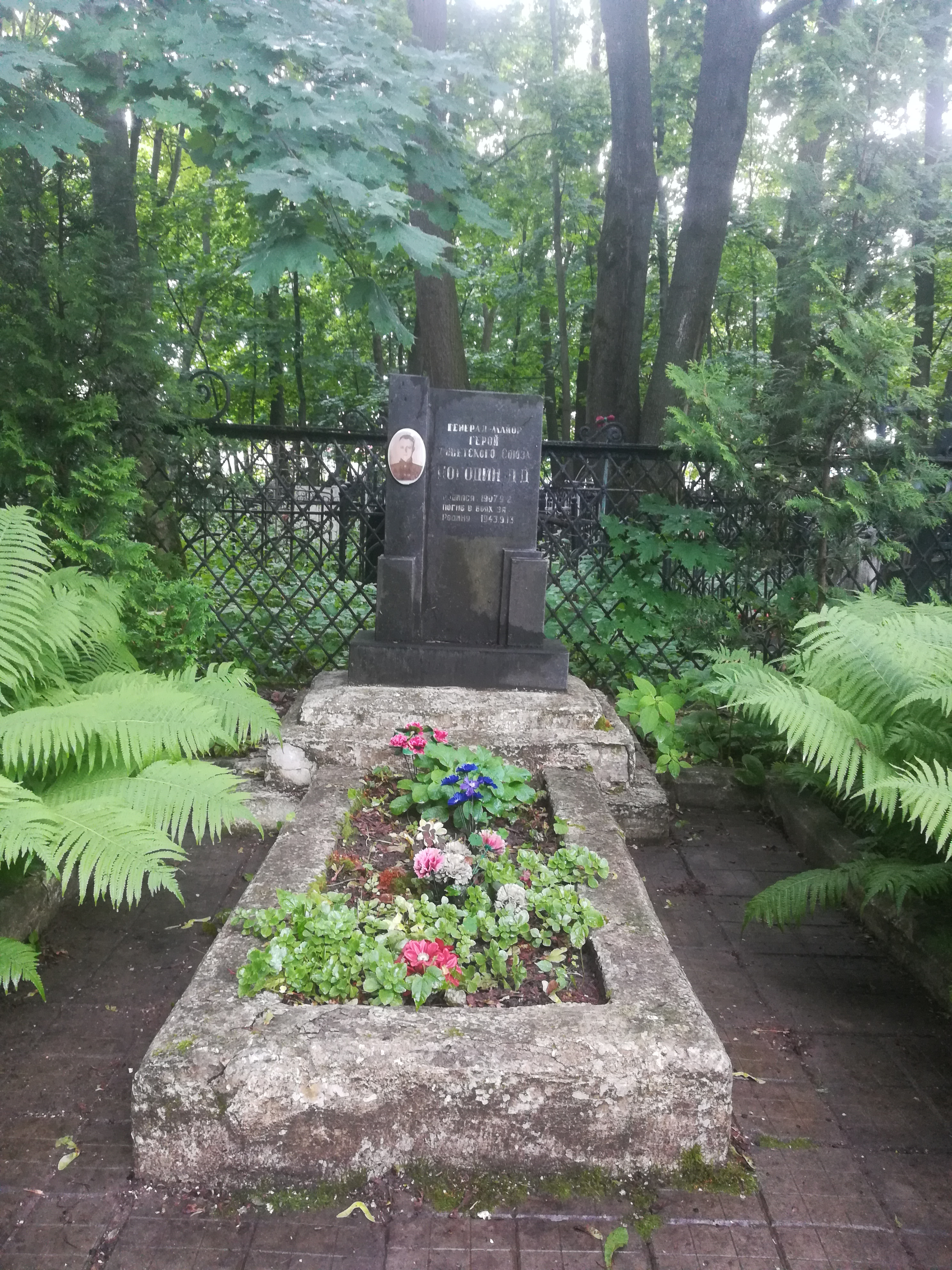
Tombe du général Pogodine
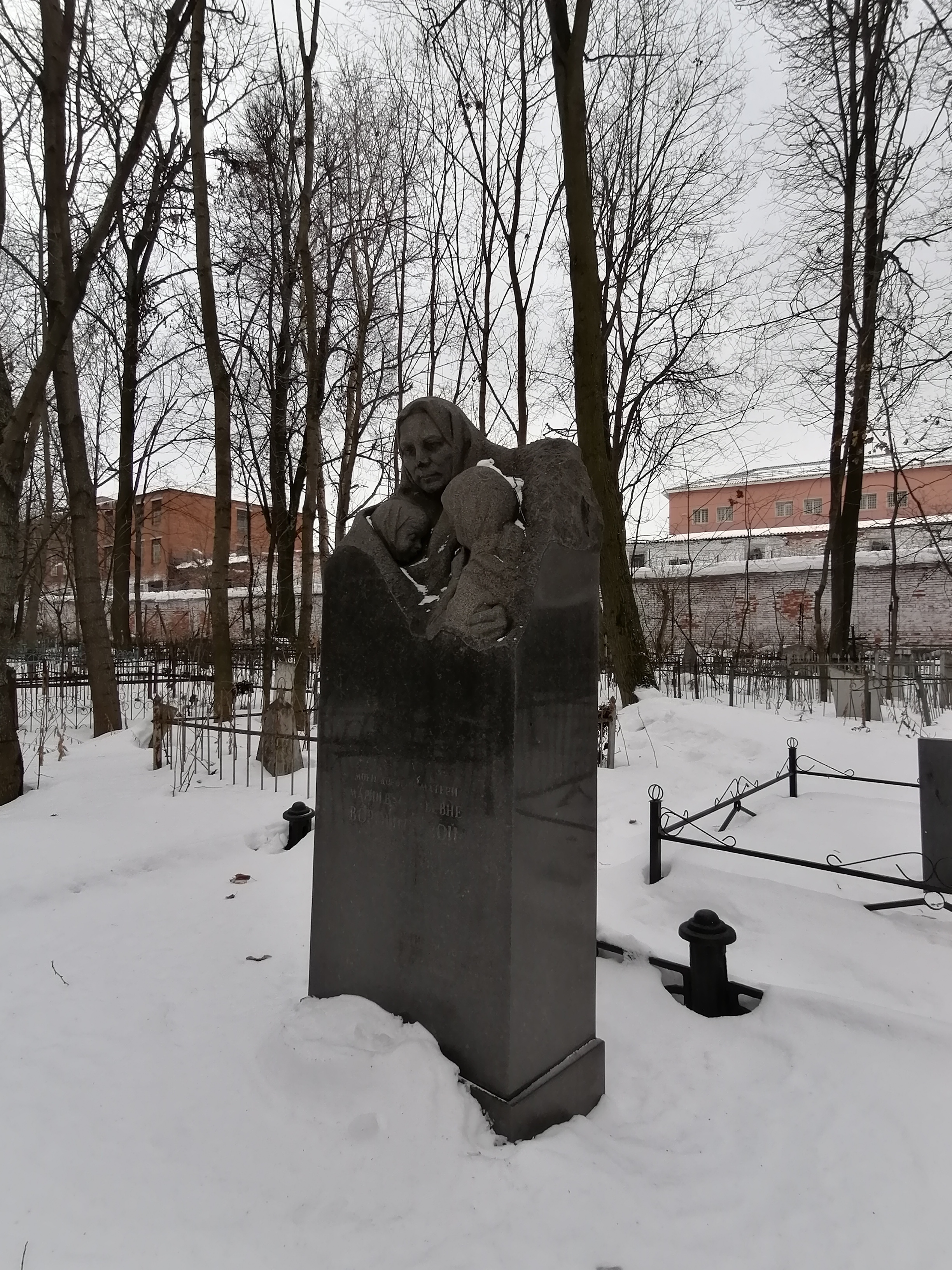
Tombe de Maria Vorochilova

## Bibliographie

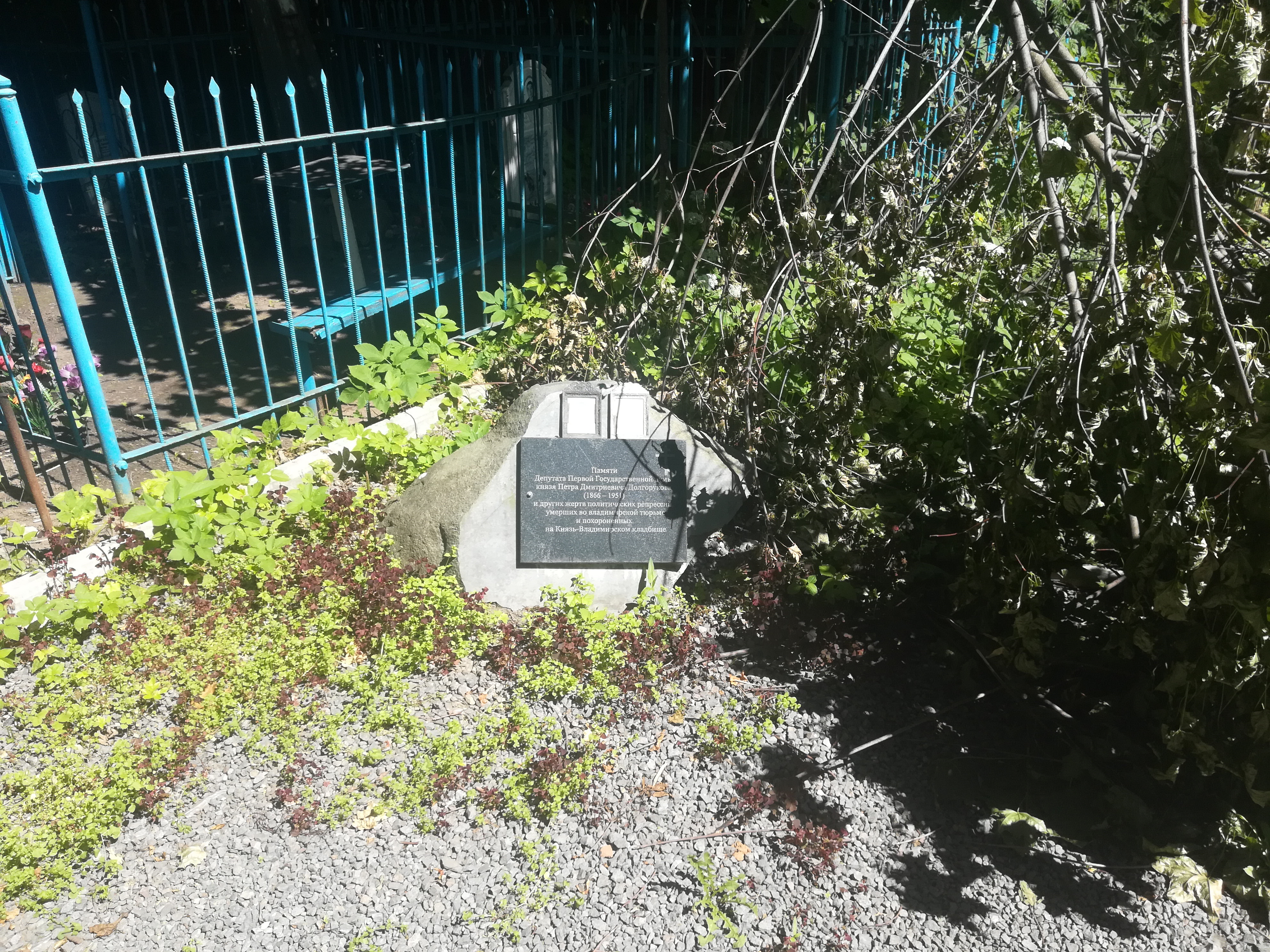
Plaque en hommage au prince Dolgoroukov et aux victimes de la répression politique.

## Source de la traduction
- (ru) Cet article est partiellement ou en totalité issu de l’article de Wikipédia en russe intitulé « Князь-Владимирское кладбище » (voir la liste des auteurs).